# La vie et la mort ont croisé le fer
Pour plus de détails, voir Fiche technique et Distribution.
La vie et la mort ont croisé le fer (titre original : In Every Woman's Life) est un film américain réalisé par Irving Cummings et sorti en 1924.

## Synopsis
Le comte Coti est un riche homme d'affaires français qui adore le sport et dont le cheval est battu par celui de son invité Charles Carlton, un Américain, qui organise alors un match retour. Tous deux sont amoureux de Sara Langford et Carlton s'arrange pour s'enfuir avec elle mais à cause d'un accident, ils arrivent juste à bord du bateau et Sara s'attend à se marier en Amérique. de son côté, Coti apprend que Carlton est déjà marié et décide de les rejoindre par bateau à vapeur. A bord du bateau se trouve Julian Greer qu'elle aime vraiment et dont le père grincheux a rompu le mariage.
Julian, en cherchant à embrasser Sara, tombe à la mer. Coti plonge à son secours et est frappé au cou par le canot de sauvetage, qui le paralyse. Arrivé en Amérique, Julian et Sara s'occupent de lui et lui annoncent que son cheval a gagné la course mais Carlton vient récupérer les gains et sous les yeux de Coti, tente d'attaquer Sara. Julian vient à son secours et dans la bagarre, Carlton est tué. Sara est arrêtée mais Julian tente de se faire accuser. Coti, qui ne peut ni bouger ni parler, parvient par un effort suprême de volonté à démontrer qu'il a pu saisir un pistolet dans le lit et tirer le coup qui a tué Carlton.
Cet ultime effort le tue et laisse Sara libre d'épouser Julian.

## Fiche technique
- Titre original : In Every Woman's Life
- Réalisation : Irving Cummings
- Scénario : Albert S. Le Vino, d'après le roman Belonging d'Olive Wadsley
- Production : Associated First National Pictures
- Photographie : Arthur L. Todd
- Montage : Charles J. Hunt
- Durée : 70 minutes (7 bobines)[1]
- Date de sortie : 28 septembre 1924

## Distribution
- Virginia Valli : Sara Langford
- Lloyd Hughes : Julian Greer
- Marc McDermott : Comte Coti Desanges
- George Fawcett : Douglass Greer
- Vera Lewis : Diana Lansdale
- Ralph Lewis : Captain
- Stuart Holmes : Charles Carleton
- John St. Polis : Dr. Philip Logan